# Zathecus graphites
Zathecus graphites is een keversoort uit de familie boktorren (Cerambycidae). De wetenschappelijke naam van de soort is voor het eerst geldig gepubliceerd in 1867 door Bates.